# گواردا ونتا
گواردا ونتا (به ایتالیایی: Guarda Veneta) یک کومونه در ایتالیا است که در استان روویگو واقع شده‌است.

## خصوصیات
گواردا ونتا ۱۷٫۳ کیلومترمربع مساحت و ۱٬۱۵۱ نفر جمعیت دارد.